# سیریل داننینگ
سیریل داننینگ (انگلیسی: Cyril Dunning; 1888 – ۱۱ ژانویهٔ ۱۹۶۲) بازیکن فوتبال بود.